# Moreno Torricelli
Moreno Torricelli (23. leden 1970, Erba, Itálie) je bývalý italský fotbalový obránce.

## Klubová kariéra
Až do roku 1992 hrál nejvýše pátou ligu v malých klubech a živil se jako truhlář v továrně na nábytek v Brienze. Ale díky přátelském utkání proti Juventusu na jaře 1992 se přidal k Bianconeri na zkoušku. Trenér Giovanni Trapattoni jej nakonec za 50 miliónů lir koupil.
První utkání v nejvyšší lize odehrál již v září 1992. Po téhle sezoně slavil s klubem vítězství v poháru UEFA. Se starou dámou ještě do roku 1998 získal tři tituly (1994/95, 1996/97, 1997/98), jeden Italský pohár (1994/95), dva italské superpoháry (1995, 1997) a jedno vítězství v LM (1995/96), Superpohár UEFA (1996) a v interkontinentálním poháru (1996). Celkem zde odehrál 230 utkání a vstřelil tři branky.
Po šesti sezonách u staré dámy požádal vedení o prodeji do Fiorentiny. Hlavním důvodem bylo, že fialky vedl jeho oblíbený trenér Giovanni Trapattoni. S fialkami hrál čtyři sezony do roku 2002, kdy klub ohlásil bankrot. Za tu dobu zde odehrál celkem 126 utkání a vstřelil tři branky. S klubem slavil jedno vítězství a to výhru v italském poháru (2000/01).
Po ukončení smlouvy u fialek nemohl najít nové angažmá. Až v lednu 2003 jej angažoval španělský klub Espanyol. Hrál zde rok a půl a na sezonu 2004/05 odešel zpět do Itálie, kde hrál v druholigovém Arezzu. Po ročním působení ukončil fotbalovou kariéru.

## Hráčská statistika
| Sezóna  | Klub       | Liga             | Liga   | Liga | Ligové poháry | Ligové poháry | Ligové poháry | Kontinentální poháry | Kontinentální poháry | Kontinentální poháry | Celkem | Celkem |
| Sezóna  | Klub       | Soutěž           | Zápasy | Góly | Soutěž        | Zápasy        | Góly          | Soutěž               | Zápasy               | Góly                 | Zápasy | Góly   |
| ------- | ---------- | ---------------- | ------ | ---- | ------------- | ------------- | ------------- | -------------------- | -------------------- | -------------------- | ------ | ------ |
| 1988/89 | Oggiono    | Eccellenza       | 15     | 0    | -             | 0             | 0             | -                    | 0                    | 0                    | 15     | 0      |
| 1989/90 | Oggiono    | Eccellenza       | 34     | 0    | -             | 0             | 0             | -                    | 0                    | 0                    | 34     | 0      |
| 1990/91 | Caratese   | Serie D          | 27     | 2    | -             | 0             | 0             | -                    | 0                    | 0                    | 27     | 2      |
| 1991/92 | Caratese   | Serie D          | 30     | 1    | -             | 0             | 0             | -                    | 0                    | 0                    | 30     | 1      |
| 1992/93 | Juventus   | Serie A          | 30     | 0    | IP            | 8             | 0             | UEFA                 | 10                   | 1                    | 48     | 1      |
| 1993/94 | Juventus   | Serie A          | 32     | 0    | IP            | 1             | 0             | UEFA                 | 8                    | 0                    | 41     | 0      |
| 1994/95 | Juventus   | Serie A          | 26     | 0    | IP            | 6             | 0             | UEFA                 | 9                    | 0                    | 41     | 0      |
| 1995/96 | Juventus   | Serie A          | 28     | 1    | IP+IS         | 2+1           | 0             | LM                   | 8                    | 1                    | 39     | 2      |
| 1996/97 | Juventus   | Serie A          | 17     | 0    | IP            | 3             | 0             | LM+ES+IP             | 5+2+1                | 0                    | 28     | 0      |
| 1997/98 | Juventus   | Serie A          | 20     | 4    | IP+IS         | 6+0           | 0             | LM                   | 7                    | 0                    | 33     | 0      |
| 1998/99 | Fiorentina | Serie A          | 31     | 2    | IP            | 9             | 1             | UEFA                 | 2                    | 0                    | 42     | 3      |
| 1999/00 | Fiorentina | Serie A          | 15     | 0    | IP            | 2             | 0             | LM                   | 6                    | 0                    | 23     | 0      |
| 2000/01 | Fiorentina | Serie A          | 24     | 0    | IP            | 5             | 0             | UEFA                 | 0                    | 0                    | 29     | 0      |
| 2001/02 | Fiorentina | Serie A          | 29     | 0    | IP+IS         | 0+0           | 0             | UEFA                 | 3                    | 0                    | 32     | 0      |
| 2003    | Espanyol   | Primera División | 18     | 0    | -             | 0             | 0             | -                    | 0                    | 0                    | 18     | 0      |
| 2003/04 | Espanyol   | Primera División | 15     | 0    | ŠP            | 1             | 0             | -                    | 0                    | 0                    | 16     | 0      |
| 2004/05 | Arezzo     | Serie B          | 26     | 1    | IP            | 0             | 0             | -                    | 0                    | 0                    | 26     | 1      |
| Celkově | Celkově    | Celkově          | 417    | 7    | -             | 44            | 1             | -                    | 61                   | 2                    | 522    | 10     |

## Reprezentační kariéra
Za reprezentaci odehrál 10 utkání. První zápas odehrál 24. ledna 1996 proti Walesu (3:0). Dostal i pozvánku na
ME 1996, kde odehrál posledních 14 minut v posledním utkání ve skupině proti Německu. I když poté nenastupoval za národní tým, byl v nominaci na MS 1998. Ale do žádného utkání nenastoupil. Jeho posledním zápasem bylo 10. února 1999 proti Norsku (0:0).

## Hráčské úspěchy

### Klubové
- 3× vítěz italské ligy (1994/95, 1996/97, 1997/98)
- 2× vítěz italského poháru (1994/95, 2000/01)
- 2× vítěz italského superpoháru (1995, 1997)
- 1× vítěz ligy mistrů UEFA (1995/96)
- 1× vítěz poháru UEFA (1992/93)
- 1× vítěz evropského poháru (1996)
- 1× vítěz interkontinentální poháru (1996)

### Reprezentační
- 1× na MS (1998)
- 1× na ME (1996)